# Campionato mondiale femminile under 18 di pallavolo 2013
Il campionato mondiale pre-juniores di pallavolo femminile 2013 si è svolto dal 26 luglio al 4 agosto 2013 a Nakhon Ratchasima, in Thailandia: al torneo hanno partecipato venti squadre nazionali pre-juniores e la vittoria finale è andata per la quarta volta alla Cina.

## Qualificazioni
Al torneo hanno partecipato: la nazionale del paese organizzatore, tre nazionali africane, tutte qualificate tramite il campionato africano pre-juniores 2013, tre nazionali asiatiche, tutte qualificate tramite il campionato asiatico ed oceaniano pre-juniores 2012, sei nazionali europee, tutte qualificate tramite il campionato europeo under 18 2013, quattro nazionali nordamericane, di cui tre qualificate tramite il campionato nordamericano under 18 2012 e una tramite la Coppa panamericana under 18 2013, e tre nazionali sudamericane, tutte qualificate tramite il campionato sudamericano pre-juniores 2012.

## Impianti
|                                                                           |                                                                              |  |
|                                                                           |                                                                              |  |
| Chatchai Hall Città: Nakhon Ratchasima Capienza: 5 000 Anno d'apertura: ? | Liptapanlop Hall Città: Nakhon Ratchasima Capienza: 2 000 Anno d'apertura: ? |  |

## Regolamento
Le squadre hanno disputato una prima fase a gironi, con formula del girone all'italiana; le ultime classificate dei quattro gironi hanno disputato un ulteriore girone all'italiana per determinare le posizioni dalla diciassettesima alla ventesima, mentre le prime quattro di ogni girone hanno disputato ottavi di finale, quarti di finale, semifinali e finale. Le perdenti degli ottavi di finale hanno disputato a loro volta quarti di finale, semifinali e finale per determinare le posizioni dalla nona alla sedicesima.

## Squadre partecipanti
| Squadra         | Qualificazione                                          | Ultima partecipazione |
| --------------- | ------------------------------------------------------- | --------------------- |
| Algeria         | 3ª al campionato africano pre-juniores 2013             | Turchia 2011          |
| Argentina       | 3ª al campionato sudamericano pre-juniores 2012         | Turchia 2011          |
| Brasile         | 2ª al campionato sudamericano pre-juniores 2012         | Turchia 2011          |
| Cina            | 2ª al campionato asiatico e oceaniano pre-juniores 2012 | Turchia 2011          |
| Egitto          | 1ª al campionato africano pre-juniores 2013             | Turchia 2011          |
| Giappone        | 1ª al campionato asiatico e oceaniano pre-juniores 2012 | Turchia 2011          |
| Grecia          | 5ª al campionato europeo under 18 2013                  | Debutto               |
| Italia          | 2ª al campionato europeo under 18 2013                  | Turchia 2011          |
| Messico         | 3ª al campionato nordamericano under 18 2012            | Turchia 2011          |
| Perù            | 1ª al campionato sudamericano pre-juniores 2012         | Thailandia 2009       |
| Polonia         | 1ª al campionato europeo under 18 2013                  | Turchia 2011          |
| Porto Rico      | 2ª alla Coppa panamericana under 18 2013                | Turchia 2011          |
| Rep. Dominicana | 2ª al campionato nordamericano under 18 2012            | Thailandia 2009       |
| Serbia          | 4ª al campionato europeo under 18 2013                  | Turchia 2011          |
| Slovenia        | 6ª al campionato europeo under 18 2013                  | Debutto               |
| Stati Uniti     | 1ª al campionato nordamericano under 18 2012            | Turchia 2011          |
| Taipei cinese   | 2ª al campionato asiatico e oceaniano pre-juniores 2012 | Macao 2005            |
| Thailandia      | Paese organizzatore                                     | Turchia 2011          |
| Tunisia         | 2ª al campionato africano pre-juniores 2013             | Thailandia 2009       |
| Turchia         | 3ª al campionato europeo under 18 2013                  | Turchia 2011          |

## Torneo

### Prima fase
| Gruppo A   | Gruppo B  | Gruppo C        | Gruppo D      |
| ---------- | --------- | --------------- | ------------- |
| Egitto     | Argentina | Algeria         | Italia        |
| Porto Rico | Cina      | Brasile         | Messico       |
| Serbia     | Giappone  | Rep. Dominicana | Perù          |
| Thailandia | Grecia    | Slovenia        | Taipei cinese |
| Tunisia    | Polonia   | Stati Uniti     | Turchia       |

#### Gruppo A

##### Risultati
| 26 luglio 2013 Chatchai Hall, Nakhon Ratchasima Durata: 1h:52 - Spettatori: 2 000 | Egitto     | 1 - 3 | Thailandia | 23-25, 21-25, 25-22, 19-25 |
| 26 luglio 2013 Chatchai Hall, Nakhon Ratchasima Durata: 1h:16 - Spettatori: 75    | Tunisia    | 0 - 3 | Serbia     | 15-25, 21-25, 7-25         |
| 27 luglio 2013 Chatchai Hall, Nakhon Ratchasima Durata: 1h:50 - Spettatori: 300   | Porto Rico | 3 - 1 | Tunisia    | 24-26, 25-22, 25-17, 25-21 |
| 27 luglio 2013 Chatchai Hall, Nakhon Ratchasima Durata: 1h:10 - Spettatori: 300   | Serbia     | 3 - 0 | Egitto     | 25-14, 25-14, 25-20        |
| 28 luglio 2013 Chatchai Hall, Nakhon Ratchasima Durata: 1h:20 - Spettatori: 500   | Egitto     | 0 - 3 | Porto Rico | 16-25, 20-25, 21-25        |
| 28 luglio 2013 Chatchai Hall, Nakhon Ratchasima Durata: 1h:15 - Spettatori: 2 500 | Thailandia | 0 - 3 | Serbia     | 17-25, 22-25, 12-25        |
| 29 luglio 2013 Chatchai Hall, Nakhon Ratchasima Durata: 1h:21 - Spettatori: 500   | Tunisia    | 0 - 3 | Egitto     | 18-25, 24-26, 12-25        |
| 29 luglio 2013 Chatchai Hall, Nakhon Ratchasima Durata: 1h:56 - Spettatori: 2 000 | Thailandia | 3 - 1 | Porto Rico | 25-21, 28-30, 25-21, 25-23 |
| 30 luglio 2013 Chatchai Hall, Nakhon Ratchasima Durata: 1h:16 - Spettatori: 300   | Serbia     | 3 - 0 | Porto Rico | 25-13, 25-16, 25-23        |
| 30 luglio 2013 Chatchai Hall, Nakhon Ratchasima Durata: 1h:18 - Spettatori: 1 500 | Thailandia | 3 - 0 | Tunisia    | 25-22, 25-20, 25-12        |

##### Classifica
| Pos | Squadra    | Pt | G | V | P | SV | SP | Ratio | PF  | PS  | Ratio |
| --- | ---------- | -- | - | - | - | -- | -- | ----- | --- | --- | ----- |
| 1   | Serbia     | 12 | 4 | 4 | 0 | 12 | 0  | MAX   | 300 | 194 | 1.546 |
| 2   | Thailandia | 9  | 4 | 3 | 1 | 9  | 5  | 1.800 | 326 | 312 | 1.045 |
| 3   | Porto Rico | 6  | 4 | 2 | 2 | 7  | 7  | 1.000 | 321 | 321 | 1.000 |
| 4   | Egitto     | 3  | 4 | 1 | 3 | 4  | 9  | 0.444 | 269 | 301 | 0.894 |
| 5   | Tunisia    | 0  | 4 | 0 | 4 | 1  | 12 | 0.083 | 237 | 325 | 0.729 |

#### Gruppo B

##### Risultati
| 26 luglio 2013 Liptapanlop Hall, Nakhon Ratchasima Durata: 2h:26 - Spettatori: 300 | Polonia   | 3 - 2 | Grecia    | 20-25, 26-28, 25-20, 28-26, 15-10 |
| 26 luglio 2013 Liptapanlop Hall, Nakhon Ratchasima Durata: 2h:09 - Spettatori: 600 | Giappone  | 3 - 2 | Cina      | 27-25, 18-25, 24-26, 25-20, 17-15 |
| 27 luglio 2013 Liptapanlop Hall, Nakhon Ratchasima Durata: 1h:42 - Spettatori: 800 | Argentina | 3 - 0 | Giappone  | 25-23, 34-32, 25-21               |
| 27 luglio 2013 Liptapanlop Hall, Nakhon Ratchasima Durata: 1h:46 - Spettatori: 900 | Cina      | 1 - 3 | Polonia   | 21-25, 21-25, 25-21, 24-26        |
| 28 luglio 2013 Liptapanlop Hall, Nakhon Ratchasima Durata: 1h:28 - Spettatori: 800 | Grecia    | 1 - 3 | Cina      | 7-25, 16-25, 25-19, 10-25         |
| 28 luglio 2013 Liptapanlop Hall, Nakhon Ratchasima Durata: 2h:16 - Spettatori: 200 | Polonia   | 3 - 2 | Argentina | 25-23, 23-25, 24-26, 25-14, 15-12 |
| 29 luglio 2013 Liptapanlop Hall, Nakhon Ratchasima Durata: 1h:11 - Spettatori: 500 | Giappone  | 3 - 0 | Polonia   | 25-15, 25-19, 25-16               |
| 29 luglio 2013 Liptapanlop Hall, Nakhon Ratchasima Durata: 1h:21 - Spettatori: 100 | Argentina | 0 - 3 | Grecia    | 15-25, 25-27, 19-25               |
| 30 luglio 2013 Liptapanlop Hall, Nakhon Ratchasima Durata: 1h:48 - Spettatori: 600 | Grecia    | 1 - 3 | Giappone  | 25-22, 15-25, 16-25, 21-25        |
| 30 luglio 2013 Liptapanlop Hall, Nakhon Ratchasima Durata: 1h:45 - Spettatori: 400 | Cina      | 3 - 0 | Argentina | 25-21, 25-13, 25-18               |

##### Classifica
| Pos | Squadra   | Pt | G | V | P | SV | SP | Ratio | PF  | PS  | Ratio |
| --- | --------- | -- | - | - | - | -- | -- | ----- | --- | --- | ----- |
| 1   | Giappone  | 8  | 4 | 3 | 1 | 9  | 6  | 1.500 | 359 | 322 | 1.115 |
| 2   | Polonia   | 7  | 4 | 3 | 1 | 9  | 8  | 1.125 | 373 | 375 | 0.995 |
| 3   | Cina      | 7  | 4 | 2 | 2 | 9  | 7  | 1.286 | 371 | 318 | 1.167 |
| 4   | Grecia    | 4  | 4 | 1 | 3 | 7  | 9  | 0.778 | 321 | 364 | 0.882 |
| 5   | Argentina | 4  | 4 | 1 | 3 | 5  | 9  | 0.556 | 295 | 340 | 0.868 |

#### Gruppo C

##### Risultati
| 26 luglio 2013 Chatchai Hall, Nakhon Ratchasima Durata: 1h:10 - Spettatori: 150   | Slovenia        | 3 - 0 | Algeria         | 25-6, 25-19, 25-20         |
| 26 luglio 2013 Chatchai Hall, Nakhon Ratchasima Durata: 2h:15 - Spettatori: 3 950 | Brasile         | 3 - 1 | Rep. Dominicana | 15-25, 33-31, 25-8, 32-30  |
| 27 luglio 2013 Chatchai Hall, Nakhon Ratchasima Durata: 1h:08 - Spettatori: 200   | Algeria         | 0 - 3 | Brasile         | 8-25, 15-25, 11-25         |
| 27 luglio 2013 Chatchai Hall, Nakhon Ratchasima Durata: 1h:50 - Spettatori: 250   | Stati Uniti     | 1 - 3 | Slovenia        | 23-25, 15-25, 25-18, 22-25 |
| 28 luglio 2013 Chatchai Hall, Nakhon Ratchasima Durata: 1h:20 - Spettatori: 150   | Brasile         | 0 - 3 | Stati Uniti     | 17-25, 15-25, 21-25        |
| 28 luglio 2013 Chatchai Hall, Nakhon Ratchasima Durata: 1h:09 - Spettatori: 100   | Rep. Dominicana | 3 - 0 | Algeria         | 25-10, 25-14, 25-10        |
| 29 luglio 2013 Chatchai Hall, Nakhon Ratchasima Durata: 1h:13 - Spettatori: 100   | Stati Uniti     | 3 - 0 | Rep. Dominicana | 25-21, 25-15, 25-22        |
| 29 luglio 2013 Chatchai Hall, Nakhon Ratchasima Durata: 1h:47 - Spettatori: 150   | Slovenia        | 1 - 3 | Brasile         | 25-15, 19-25, 11-25, 15-25 |
| 30 luglio 2013 Chatchai Hall, Nakhon Ratchasima Durata: 1h:51 - Spettatori: 250   | Rep. Dominicana | 3 - 1 | Slovenia        | 22-25, 25-20, 25-19, 25-23 |
| 30 luglio 2013 Chatchai Hall, Nakhon Ratchasima Durata: 1h:04 - Spettatori: 200   | Algeria         | 0 - 3 | Stati Uniti     | 12-25, 18-25, 7-25         |

##### Classifica
| Pos | Squadra         | Pt | G | V | P | SV | SP | Ratio | PF  | PS  | Ratio |
| --- | --------------- | -- | - | - | - | -- | -- | ----- | --- | --- | ----- |
| 1   | Stati Uniti     | 9  | 4 | 3 | 1 | 10 | 3  | 3.333 | 310 | 241 | 1.286 |
| 2   | Brasile         | 9  | 4 | 3 | 1 | 9  | 5  | 1.800 | 323 | 273 | 1.183 |
| 3   | Slovenia        | 6  | 4 | 2 | 2 | 8  | 7  | 1.143 | 325 | 317 | 1.025 |
| 4   | Rep. Dominicana | 6  | 4 | 2 | 2 | 7  | 7  | 1.000 | 324 | 301 | 1.076 |
| 5   | Algeria         | 0  | 4 | 0 | 4 | 0  | 12 | 0.000 | 150 | 300 | 0.500 |

#### Gruppo D

##### Risultati
| 26 luglio 2013 Liptapanlop Hall, Nakhon Ratchasima Durata: 1h:20 - Spettatori: 300 | Perù          | 3 - 0 | Messico       | 25-18, 25-18, 25-13               |
| 26 luglio 2013 Liptapanlop Hall, Nakhon Ratchasima Durata: 1h:49 - Spettatori: 350 | Turchia       | 3 - 1 | Italia        | 19-25, 25-19, 25-27, 25-23        |
| 27 luglio 2013 Liptapanlop Hall, Nakhon Ratchasima Durata: 2h:18 - Spettatori: 350 | Italia        | 2 - 3 | Perù          | 28-26, 25-19, 20-25, 22-25, 13-15 |
| 27 luglio 2013 Liptapanlop Hall, Nakhon Ratchasima Durata: 1h:17 - Spettatori: 400 | Taipei cinese | 0 - 3 | Turchia       | 17-25, 16-25, 23-25               |
| 28 luglio 2013 Liptapanlop Hall, Nakhon Ratchasima Durata: 2h:14 - Spettatori: 400 | Perù          | 3 - 2 | Taipei cinese | 23-25, 25-19, 25-27, 25-20, 15-9  |
| 28 luglio 2013 Liptapanlop Hall, Nakhon Ratchasima Durata: 1h:08 - Spettatori: 700 | Messico       | 0 - 3 | Italia        | 15-25, 12-25, 17-25               |
| 29 luglio 2013 Liptapanlop Hall, Nakhon Ratchasima Durata: 1h:43 - Spettatori: 200 | Turchia       | 3 - 1 | Perù          | 25-22, 23-25, 25-17, 25-19        |
| 29 luglio 2013 Liptapanlop Hall, Nakhon Ratchasima Durata: 1h:14 - Spettatori: 250 | Taipei cinese | 3 - 0 | Messico       | 25-12, 25-19, 25-14               |
| 30 luglio 2013 Liptapanlop Hall, Nakhon Ratchasima Durata: 1h:07 - Spettatori: 200 | Italia        | 3 - 0 | Taipei cinese | 25-14, 25-10, 25-11               |
| 30 luglio 2013 Liptapanlop Hall, Nakhon Ratchasima Durata: 1h:27 - Spettatori: 400 | Messico       | 3 - 0 | Turchia       | 25-20, 25-22, 25-21               |

##### Classifica
| Pos | Squadra       | Pt | G | V | P | SV | SP | Ratio | PF  | PS  | Ratio |
| --- | ------------- | -- | - | - | - | -- | -- | ----- | --- | --- | ----- |
| 1   | Turchia       | 9  | 4 | 3 | 1 | 9  | 5  | 1.800 | 330 | 298 | 1.107 |
| 2   | Perù          | 7  | 4 | 3 | 1 | 10 | 7  | 1.429 | 381 | 355 | 1.073 |
| 3   | Italia        | 7  | 4 | 2 | 2 | 9  | 6  | 1.500 | 342 | 283 | 1.208 |
| 4   | Taipei cinese | 4  | 4 | 1 | 3 | 5  | 9  | 0.556 | 266 | 308 | 0.864 |
| 5   | Messico       | 3  | 4 | 1 | 3 | 3  | 9  | 0.333 | 213 | 288 | 0.740 |

### Classificazione 17º - 20º posto

#### Risultati
| 1º agosto 2013 Chatchai Hall, Nakhon Ratchasima Durata: 1h:21 - Spettatori: 400    | Tunisia   | 0 - 3 | Messico   | 23-25, 21-25, 15-25        |
| 1º agosto 2013 Liptapanlop Hall, Nakhon Ratchasima Durata: 1h:02 - Spettatori: 300 | Argentina | 3 - 0 | Algeria   | 25-9, 25-10, 25-9          |
| 2 agosto 2013 Chatchai Hall, Nakhon Ratchasima Durata: 1h:20 - Spettatori: 150     | Messico   | 3 - 0 | Algeria   | 25-6, 25-18, 25-19         |
| 2 agosto 2013 Liptapanlop Hall, Nakhon Ratchasima Durata: 1h:05 - Spettatori: 200  | Tunisia   | 0 - 3 | Argentina | 14-25, 18-25, 5-25         |
| 3 agosto 2013 Chatchai Hall, Nakhon Ratchasima Durata: 1h:50 - Spettatori: 200     | Argentina | 3 - 1 | Messico   | 27-25, 23-25, 25-17, 25-16 |
| 3 agosto 2013 Liptapanlop Hall, Nakhon Ratchasima Durata: 1h:47 - Spettatori: 100  | Algeria   | 1 - 3 | Tunisia   | 25-20, 16-25, 22-25, 15-25 |

#### Classifica
| Pos | Squadra   | Pt | G | V | P | SV | SP | Ratio | PF  | PS  | Ratio |
| --- | --------- | -- | - | - | - | -- | -- | ----- | --- | --- | ----- |
| 1   | Argentina | 9  | 3 | 3 | 0 | 9  | 1  | 9.000 | 250 | 148 | 1.689 |
| 2   | Messico   | 6  | 3 | 2 | 1 | 7  | 3  | 2.333 | 233 | 202 | 1.153 |
| 3   | Tunisia   | 3  | 3 | 1 | 2 | 3  | 7  | 0.429 | 191 | 228 | 0.838 |
| 4   | Algeria   | 0  | 3 | 0 | 3 | 1  | 9  | 0.111 | 149 | 245 | 0.608 |

### Ottavi di finale
| 1º agosto 2013 Chatchai Hall, Nakhon Ratchasima Durata: 1h:05 - Spettatori: 400    | Giappone    | 3 - 0 | Egitto          | 25-11, 25-7, 25-16               |
| 1º agosto 2013 Liptapanlop Hall, Nakhon Ratchasima Durata: 2h:14 - Spettatori: 300 | Brasile     | 3 - 2 | Italia          | 18-25, 25-14, 25-23, 22-25, 15-7 |
| 1º agosto 2013 Chatchai Hall, Nakhon Ratchasima Durata: 2h:03 - Spettatori: 1 500  | Polonia     | 3 - 1 | Porto Rico      | 25-21, 26-24, 22-25, 27-25       |
| 1º agosto 2013 Liptapanlop Hall, Nakhon Ratchasima Durata: 1h:09 - Spettatori: 300 | Stati Uniti | 3 - 0 | Taipei cinese   | 25-19, 25-11, 25-17              |
| 1º agosto 2013 Liptapanlop Hall, Nakhon Ratchasima Durata: 1h:54 - Spettatori: 400 | Turchia     | 1 - 3 | Rep. Dominicana | 25-16, 28-30, 18-25, 17-25       |
| 1º agosto 2013 Chatchai Hall, Nakhon Ratchasima Durata: 1h:10 - Spettatori: 1 500  | Thailandia  | 0 - 3 | Cina            | 18-25, 5-25, 19-25               |
| 1º agosto 2013 Liptapanlop Hall, Nakhon Ratchasima Durata: 1h:16 - Spettatori: 300 | Perù        | 3 - 0 | Slovenia        | 25-19, 25-14, 25-21              |
| 1º agosto 2013 Chatchai Hall, Nakhon Ratchasima Durata: 1h:51 - Spettatori: 150    | Serbia      | 3 - 1 | Grecia          | 25-22, 25-19, 20-25, 25-16       |

### Classificazione  9º - 16º posto

#### Quarti di finale
| 2 agosto 2013 Liptapanlop Hall, Nakhon Ratchasima Durata: 1h:17 - Spettatori: 200 | Egitto     | 0 - 3 | Italia        | 23-25, 18-25, 19-25              |
| 2 agosto 2013 Liptapanlop Hall, Nakhon Ratchasima Durata: 2h:06 - Spettatori: 100 | Porto Rico | 2 - 3 | Taipei cinese | 20-25, 26-28, 25-21, 25-18, 8-15 |
| 2 agosto 2013 Liptapanlop Hall, Nakhon Ratchasima Durata: 1h:15 - Spettatori: 500 | Turchia    | 3 - 0 | Thailandia    | 25-21, 25-15, 25-10              |
| 2 agosto 2013 Liptapanlop Hall, Nakhon Ratchasima Durata: 1h:47 - Spettatori: 200 | Slovenia   | 1 - 3 | Grecia        | 19-25, 26-24, 19-25, 18-25       |

#### Finali 13º e 15º posto
|  | Semifinali | Semifinali | Semifinali |          |            | 13º/14º posto | 13º/14º posto | 13º/14º posto |  |
|  |            |            |            |          |            |               |               |               |  |
|  | Egitto     | Egitto     | 1          |          |            |               |               |               |  |
|  | Egitto     | Egitto     | 1          |          |            |               |               |               |  |
|  | Porto Rico | Porto Rico | 3          |          |            |               |               |               |  |
|  | Porto Rico | Porto Rico | 3          |          | Porto Rico | Porto Rico    | 1             |               |  |
|  |            |            |            |          | Porto Rico | Porto Rico    | 1             |               |  |
|  |            |            | Slovenia   | Slovenia | 3          |               |               |               |  |
|  | Thailandia | Thailandia | Slovenia   | Slovenia | 3          | 2             |               |               |  |
|  | Thailandia | Thailandia |            |          |            | 2             |               |               |  |
|  | Slovenia   | Slovenia   | 3          |          |            | 15º/16º posto | 15º/16º posto | 15º/16º posto |  |
|  | Slovenia   | Slovenia   | 3          |          |            |               |               |               |  |
|  |            |            |            |          |            |               |               |               |  |
|  |            |            |            |          |            | Egitto        | Egitto        | 3             |  |
|  |            |            |            |          |            | Egitto        | Egitto        | 3             |  |
|  |            |            |            |          |            | Thailandia    | Thailandia    | 2             |  |

##### Semifinali
| 3 agosto 2013 Liptapanlop Hall, Nakhon Ratchasima Durata: 1h:49 - Spettatori: 250 | Egitto     | 1 - 3 | Porto Rico | 25-22, 24-26, 12-25, 22-25       |
| 3 agosto 2013 Liptapanlop Hall, Nakhon Ratchasima Durata: 2h:03 - Spettatori: 500 | Thailandia | 2 - 3 | Slovenia   | 22-25, 21-25, 25-22, 25-20, 6-15 |

##### Finale 15º posto
| 4 agosto 2013 Liptapanlop Hall, Nakhon Ratchasima Durata: 2h:02 - Spettatori: 250 | Egitto | 3 - 2 | Thailandia | 20-25, 25-21, 25-20, 18-25, 15-8 |

##### Finale 13º posto
| 4 agosto 2013 Liptapanlop Hall, Nakhon Ratchasima Durata: 1h:57 - Spettatori: 100 | Porto Rico | 1 - 3 | Slovenia | 17-25, 25-27, 26-24, 24-26 |

#### Finali 9º e 11º posto
|  | Semifinali    | Semifinali    | Semifinali |         |        | 9º/10º posto  | 9º/10º posto  | 9º/10º posto  |  |
|  |               |               |            |         |        |               |               |               |  |
|  | Italia        | Italia        | 3          |         |        |               |               |               |  |
|  | Italia        | Italia        | 3          |         |        |               |               |               |  |
|  | Taipei cinese | Taipei cinese | 0          |         |        |               |               |               |  |
|  | Taipei cinese | Taipei cinese | 0          |         | Italia | Italia        | 2             |               |  |
|  |               |               |            |         | Italia | Italia        | 2             |               |  |
|  |               |               | Turchia    | Turchia | 3      |               |               |               |  |
|  | Turchia       | Turchia       | Turchia    | Turchia | 3      | 3             |               |               |  |
|  | Turchia       | Turchia       |            |         |        | 3             |               |               |  |
|  | Grecia        | Grecia        | 1          |         |        | 11º/12º posto | 11º/12º posto | 11º/12º posto |  |
|  | Grecia        | Grecia        | 1          |         |        |               |               |               |  |
|  |               |               |            |         |        |               |               |               |  |
|  |               |               |            |         |        | Taipei cinese | Taipei cinese | 3             |  |
|  |               |               |            |         |        | Taipei cinese | Taipei cinese | 3             |  |
|  |               |               |            |         |        | Grecia        | Grecia        | 1             |  |

##### Semifinali
| 3 agosto 2013 Liptapanlop Hall, Nakhon Ratchasima Durata: 1h:12 - Spettatori: 75 | Italia  | 3 - 0 | Taipei cinese | 25-23, 25-17, 25-12        |
| 3 agosto 2013 Liptapanlop Hall, Nakhon Ratchasima Durata: 1h:48 - Spettatori: 50 | Turchia | 3 - 1 | Grecia        | 17-25, 25-12, 25-21, 25-23 |

##### Finale 11º posto
| 3 agosto 2013 Liptapanlop Hall, Nakhon Ratchasima Durata: 2h:49 - Spettatori: 100 | Taipei cinese | 3 - 1 | Grecia | 25-23, 25-18, 14-25, 25-22 |

##### Finale 9º posto
| 3 agosto 2013 Liptapanlop Hall, Nakhon Ratchasima Durata: 2h:06 - Spettatori: 100 | Italia | 2 - 3 | Turchia | 22-25, 21-25, 25-20, 25-18, 12-15 |

### Fase finale

#### Quarti di finale
| 2 agosto 2013 Chatchai Hall, Nakhon Ratchasima Durata: 1h:32 - Spettatori: 100 | Giappone        | 0 - 3 | Brasile     | 23-25, 22-25, 22-25              |
| 2 agosto 2013 Chatchai Hall, Nakhon Ratchasima Durata: 1h:16 - Spettatori: 100 | Polonia         | 0 - 3 | Stati Uniti | 22-25, 20-25, 24-26              |
| 2 agosto 2013 Chatchai Hall, Nakhon Ratchasima Durata: 1h:58 - Spettatori: 500 | Rep. Dominicana | 2 - 3 | Cina        | 25-22, 25-20, 11-25, 22-25, 6-25 |
| 2 agosto 2013 Chatchai Hall, Nakhon Ratchasima Durata: 2h:17 - Spettatori: 700 | Perù            | 3 - 2 | Serbia      | 16-25, 25-22, 25-19, 21-25, 15-8 |

#### Finali 5º e 7º posto
|  | Semifinali      | Semifinali      | Semifinali |        |          | 5º/6º posto     | 5º/6º posto     | 5º/6º posto |  |
|  |                 |                 |            |        |          |                 |                 |             |  |
|  | Giappone        | Giappone        | 3          |        |          |                 |                 |             |  |
|  | Giappone        | Giappone        | 3          |        |          |                 |                 |             |  |
|  | Polonia         | Polonia         | 0          |        |          |                 |                 |             |  |
|  | Polonia         | Polonia         | 0          |        | Giappone | Giappone        | 3               |             |  |
|  |                 |                 |            |        | Giappone | Giappone        | 3               |             |  |
|  |                 |                 | Serbia     | Serbia | 2        |                 |                 |             |  |
|  | Rep. Dominicana | Rep. Dominicana | Serbia     | Serbia | 2        | 2               |                 |             |  |
|  | Rep. Dominicana | Rep. Dominicana |            |        |          | 2               |                 |             |  |
|  | Serbia          | Serbia          | 3          |        |          | 7º/8º posto     | 7º/8º posto     | 7º/8º posto |  |
|  | Serbia          | Serbia          | 3          |        |          |                 |                 |             |  |
|  |                 |                 |            |        |          |                 |                 |             |  |
|  |                 |                 |            |        |          | Polonia         | Polonia         | 3           |  |
|  |                 |                 |            |        |          | Polonia         | Polonia         | 3           |  |
|  |                 |                 |            |        |          | Rep. Dominicana | Rep. Dominicana | 1           |  |

##### Semifinali
| 3 agosto 2013 Chatchai Hall, Nakhon Ratchasima Durata: 1h:28 - Spettatori: 300 | Giappone        | 3 - 0 | Polonia | 30-28, 25-23, 26-24               |
| 3 agosto 2013 Chatchai Hall, Nakhon Ratchasima Durata: 2h:08 - Spettatori: 200 | Rep. Dominicana | 2 - 3 | Serbia  | 20-25, 25-20, 12-25, 25-23, 16-18 |

##### Finale 7º posto
| 4 agosto 2013 Chatchai Hall, Nakhon Ratchasima Durata: 1h:32 - Spettatori: 50 | Polonia | 3 - 1 | Rep. Dominicana | 25-11, 19-25, 15-16, 25-14 |

##### Finale 5º posto
| 4 agosto 2013 Chatchai Hall, Nakhon Ratchasima Durata: 2h:00 - Spettatori: 400 | Giappone | 3 - 2 | Serbia | 14-25, 23-25, 25-20, 25-15, 15-13 |

#### Finali 1º e 3º posto
|  | Semifinali  | Semifinali  | Semifinali |      |             | 1º/2º posto | 1º/2º posto | 1º/2º posto |  |
|  |             |             |            |      |             |             |             |             |  |
|  | Brasile     | Brasile     | 2          |      |             |             |             |             |  |
|  | Brasile     | Brasile     | 2          |      |             |             |             |             |  |
|  | Stati Uniti | Stati Uniti | 3          |      |             |             |             |             |  |
|  | Stati Uniti | Stati Uniti | 3          |      | Stati Uniti | Stati Uniti | 0           |             |  |
|  |             |             |            |      | Stati Uniti | Stati Uniti | 0           |             |  |
|  |             |             | Cina       | Cina | 3           |             |             |             |  |
|  | Cina        | Cina        | Cina       | Cina | 3           | 3           |             |             |  |
|  | Cina        | Cina        |            |      |             | 3           |             |             |  |
|  | Perù        | Perù        | 2          |      |             | 3º/4º posto | 3º/4º posto | 3º/4º posto |  |
|  | Perù        | Perù        | 2          |      |             |             |             |             |  |
|  |             |             |            |      |             |             |             |             |  |
|  |             |             |            |      |             | Brasile     | Brasile     | 3           |  |
|  |             |             |            |      |             | Brasile     | Brasile     | 3           |  |
|  |             |             |            |      |             | Perù        | Perù        | 0           |  |

##### Semifinali
| 3 agosto 2013 Chatchai Hall, Nakhon Ratchasima Durata: 2h:12 - Spettatori: 500 | Brasile | 2 - 3 | Stati Uniti | 25-16, 14-25, 25-20, 17-25, 12-15 |
| 3 agosto 2013 Chatchai Hall, Nakhon Ratchasima Durata: 2h:10 - Spettatori: 500 | Cina    | 3 - 2 | Perù        | 17-25, 22-25, 25-20, 25-19, 23-21 |

##### Finale 3º posto
| 4 agosto 2013 Chatchai Hall, Nakhon Ratchasima Durata: 1h:28 - Spettatori: 2 500 | Brasile | 3 - 0 | Perù | 25-19, 25-23, 25-12 |

##### Finale
| 4 agosto 2013 Chatchai Hall, Nakhon Ratchasima Durata: 1h:14 - Spettatori: 2 500 | Stati Uniti | 0 - 3 | Cina | 16-25, 21-25, 23-25 |

## Podio

### Campione
Formazione: 2 Wang Y.l., 3 Lin, 4 Du, 7 Wang Y.y., 8 Yuan, 9 Hu, 12 Yu, 14 Sun, 15 Gong, 16 Song, 17 Huang, 18 Liu, CT: Dong

### Secondo posto
Formazione: 1 Poulter, 2 Fitzmorris, 3 Hodson, 5 Lee, 6 Sauer, 7 Maloney, 8 Scambray, 9 Haggerty, 11 Foecke, 12 Tashima, 13 Cuttino, 15 Smith, CT: Stone

### Terzo posto
Formazione: 1 Costa, 2 Conceição, 3 Brock, 4 Dias, 5 Ferreira, 6 Candido, 7 Silva, 8 Tormena, 11 Geraldo, 12 Oliveira, 13 Vasquez, 14 Correa, 15 Sanquez, CT: Thomas

## Classifica finale
| Pos     | Squadre         | Qualificazione |
| ------- | --------------- | -------------- |
| Oro     | Cina            |                |
| Argento | Stati Uniti     |                |
| Bronzo  | Brasile         |                |
| 4       | Perù            |                |
| 5       | Giappone        |                |
| 6       | Serbia          |                |
| 7       | Polonia         |                |
| 8       | Rep. Dominicana |                |
| 9       | Turchia         |                |
| 10      | Italia          |                |
| 11      | Taipei cinese   |                |
| 12      | Grecia          |                |
| 13      | Slovenia        |                |
| 14      | Porto Rico      |                |
| 15      | Egitto          |                |
| 16      | Thailandia      |                |
| 17      | Argentina       |                |
| 18      | Messico         |                |
| 19      | Tunisia         |                |
| 20      | Algeria         |                |

## Premi individuali
| Premio                 | Nome                | Squadra         |
| ---------------------- | ------------------- | --------------- |
| MVP                    | Yuan Xinyue         | Cina            |
| Miglior palleggiatrice | Jordyn Poulter      | Stati Uniti     |
| Miglior opposto        | Ángela Leyva        | Perù            |
| Miglior schiacciatrice | Brayelin Martínez   | Rep. Dominicana |
| Miglior schiacciatrice | Wang Yunlu          | Cina            |
| Miglior centrale       | Yuan Xinyue         | Cina            |
| Miglior centrale       | Audriana Fitzmorris | Stati Uniti     |
| Miglior libero         | Minori Wada         | Giappone        |